# Copie Conforme
Copie Conforme (bra: Cópia Fiel; prt: Cópia Certificada) é um filme de 2010, realizado por Abbas Kiarostami, com Juliette Binoche no papel principal, papel com o qual Juliette arrecadou o prémio de melhor actriz no Festival de Cannes 2010.

## Sinopse
Copie Conforme é a história do encontro entre um autor britânico que acabou de fazer uma apresentação do seu livro, e uma mulher francesa, dona de uma loja de antiguidades, em Arezzo onde vive, no sul da Toscana.

## Elenco
- Juliette Binoche - Elle
- William Shimell - James Miller
- Jean-Claude Carrière - O homem na praça
- Agathe Natanson - A mulher na praça
- Gianna Giachetti - Dona do café
- Adrian Moore - O filho
- Angelo Barbagallo - O tradutor
- Andrea Laurenzi - O guia
- Filippo Troiano - O noivo
- Manuela Balsimelli - A noiva

## Prémios
| Ano  | Prémio             | Categoria     | Notas            | Resultado |
| ---- | ------------------ | ------------- | ---------------- | --------- |
| 2010 | Festival de Cannes | Melhor actriz | Juliette Binoche | Vencedora |